# Jemeljan Pugatjov

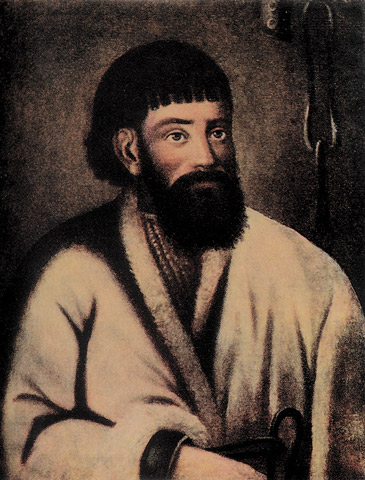
Jemeljan Ivanovitj Pugatjov

Jemeljan Ivanovitj Pugatjov (ryska: Емельян Иванович Пугачёв), född 1742, död genom avrättning 21 januari 1775, var en rysk upprorsledare. Han ledde det stora kosackupproret 1773–75 sedan Katarina den stora tagit makten år 1762.

## Biografi
Pugatjov var son till en donkosack, gifte sig med Sofia Nedjuzjeva 1758, samma år deltog han i sjuårskriget mot Preussen. I det första Rysk-turkiska kriget (1768-1774) hade Pugatjov en befattning som chorunzjij (motsvarar podporutjnik i den reguljära armén). Han stred under greve Pjotr Panins befäl vid belägringen av Bender (1770). 
Efter kriget utgav han sig för att vara tsar Peter III och organiserade ett kosackuppror som spred sig i den nedre Volgaregionen. Kosacker från området kring Uralfloden, tatarer, basjkirer och gammaltroende utgjorde första uppbådet. Till dem slöt sig stora mängder av bönder. Pugatjov erövrade Kazan, Penza, Saratov med flera orter; överallt dömde han ämbetsmän och godsägare till döden. Han lyckades besegra flera generaler, men efter ett befälhavarskifte skedde ett omslag. De första motgångarna gav dödsstöten åt upproret. Pugatjov flydde och utlämnades av sina egna män till Aleksandr Suvorov.
Pugatjov avrättades offentligt på Bolotnajatorget i Moskva. Kroppen styckades i fyra delar.

## Eftermäle
Aleksandr Pusjkin skrev ett facklitterärt verk om Pugatjovupproret, Istorija Pugatjova, samt romanen Kaptenens dotter där Pugatjov har en avgörande roll.